# 鱼化寨遗址
鱼化寨遗址坐落于中华人民共和国陕西省西安市雁塔区鱼化寨街道鱼化寨村西北侧，西安外事学院北校区西北部，东、北两侧均被皂河环绕:17。地势中心高、周围低，中心海拔400米。面积约7.5万平方米，文化层堆积厚度约4米:3。是一处史前聚落遗址。遗存主要以仰韶文化为主:50，其余遗存还包含老官台文化、龙山文化。最初发现于1937年，是关中地区发现较早的史前聚落遗址之一:20。
2008年，经陕西省人民政府2008年第17次常务会议通过，鱼化寨遗址被列为第五批陕西省文物保护单位。2013年5月3日被中华人民共和国国务院列为第七批全国重点文物保护单位。

## 概况与发掘历史

### 概况
鱼化寨遗址所在的鱼化寨村位于西安市丈八北路西侧，是鱼化街、鱼东村、鱼南村、鱼西村、八家巷、寺门、福谦堡、河东村的总称，村委会驻地鱼化街。周朝曾在此修筑雨花苑，秦汉时期为上林苑离宫别馆区，唐朝为定昆池风景区，唐末时期称为高阳村。相传明朝年间军屯江苏籍梅姓将官居住于村南，而以原籍雨花寨命名。清末及民国称之为鱼化镇:19-20。

### 发掘历史
1937年8月，西北史地学会何士骥先生针对鱼化寨遗址进行了首次调查，发现有灰层堆积的断面，并对采集到的陶片进行初步分类，判定遗址为仰韶文化。1945年，西北文物研究室针对遗址进行了一次调查，得到了一批陶、石、骨器、角器、蚌器等遗物。1953年，考古研究所陕西调查发掘队又对遗址作了进一步了解。此外，经1950年代、1980年代、2007-2009年进行的三次全国文物普查确认，遗址面积约为7.5万平方米，文化层堆积厚度约为4米:20:3。
2002年10月至2005年5月，为配合西安外事学院北校区的建设，西安市文物保护考古研究院针对鱼化寨遗址进行了全面勘探与发掘，总发掘面积达2885平方米，共分三个区进行，获得了一批包括老官台文化、仰韶文化、龙山文化的史前时期遗存，其中仰韶文化遗存最为丰富。发掘共搜寻房址107座、灰坑251座、灶址29座、窑址1座、壕沟2条、墓葬137座，同时出土了大量陶、石、玉、骨、蚌、角器等遗物:20:3。根据对考古钻探、发掘与结果初步整理的分析显示，鱼化寨遗址是一处保存完好的仰韶文化半坡类型的环壕聚落遗址，部分二层以下的遗迹单位时代可追溯至仰韶文化西王村类型:303。

## 建筑特征
鱼化寨遗址所发掘的107座半坡遺址早期房址按照建筑形制的差异可分为地面式、半地穴式两大类别。从整体上看早期房址的地面式房屋数量多于半地穴式房屋，其中两类房屋的平面形状均以方形与长方形占多数:50。

### 地面式房屋
地面式房屋的墙体构造一种为木骨泥墙，底部有基槽，内设密集木骨，两侧均涂抹草拌泥或黄土；另一种则为较晚出现的纯土墙，由纯黄土或草拌泥土直接垛出，多数底部有基槽，少数直接从居住面堆筑:50。

### 半地穴式房屋
半地穴式房屋与姜寨遗址及半坡遗址构造比较类似，部分房屋仅包含穴室，在室内外地面均有数量不等的柱洞:50。